# گولوبینو
گولوبینو (انگلیسی: Golubino) یک شهرک در بخش نوووسکولسکی استان بلگورود کشور روسیه است.